# Aeroporto de San Rafael
O Aeroporto de San Rafael é um aeroporto situado na cidade de Los Andes, província de Valparaíso no Chile. O aeroporto fica dentro de uma bacia montanhosa e existe montanhas distante em todos os quadrantes.
O local á a base de operações da escola de voo da Latin American Aviation Training.